# Zes Bodhibomentempel
Zes Bodhibomentempel of Liu Rongtempel is een zeer oude boeddhistische tempel. Het werd gebouwd in 537, ten tijde van de Liang-dynastie in Guangzhou, Guangdong, zuidelijk China.
Veel Chinese wezen worden hier door buitenlandse ouders in de armen ontvangen en voor het Guanyinbeeld gezegend. 

## Geschiedenis
De tempel van de zes bodhibomen heette eerst Baozhuangyantempel. Tijdens de Noordelijke Song-dynastie schreef de auteur Su Shi de inscriptie Liu Rong (zes bodhibomen), omdat hij deze bij de tempel zag. Sindsdien heet de tempel zo.
De tempel is meerdere malen verwoest door vuur en daarna weer herbouwd.